# Хемијски мутагени
Хемијски мутагени су хемијски агенси који су у стању да повећају стопу мутација гена и хромозома. Хемијски мутагени често могу да буду и канцерогени и тератогени, то јест могу да изазову рак (канцер) или аномалије.
Први хемијски мутагени откривени су неколико година пре Другог светског рата. Међутим, они су почели у већој мери да се користе нешто касније. Мутагено дејство многих хемијских супстанци састоји се у успостављању хемијских реакција са молекулима ДНК. Наследне промене су нарочито велике кад се хемијским мутагенима делује у току репликације ДНК и ћелијске деобе. Човек на Земљи користи око два милиона хемијских једињења и тај број је сваке године већи за око  200.000. Многа од тих једињења могу да имају токсично, мутагено, канцерогено и тератогено дејство.  Сматра се да је око 10% људи на Земљи изложено њиховом дејству. Она доспевају у организам преко ваздуха, воде, хране и лекова. 

## Врсте хемијских мутагена
У хемијске мутагене спадају:
- јаки оксиданти или редукциони агенси (на пример нитрати, нитрити, реактивне врсте кисеоника); [2]
- средства за алкилацију (нпр. јодоацетамид);
- пестициди
- инсектициди ( ДДТ инсектицид)
- хербициди

- фунгициди

- бактерициди

- производи прераде нафте[2]
- хемијски додаци храни и пићу (конзерванси, адитиви, заслађивачи и др.)[3]

*нпр. аспартам- вештачки заслађивач који се користи као замена шећера у пићима и храни. Налази се у већим количинама у Орбит и Хуба Буба жвакама, као и у Кока Коли и неким врстама гумених бонбона и заслађивача, а сматра се за главним узроком за масовно развиће тумора на мозгу.
- хемијски загађивачи ваздуха: SО2, CО2, CО, NО2
- неки козметички препарати  (бензол-пероксид у продуктима против акни)

*нпр. формалин (састојак кератина, део лакова за косу и нокте) и парабен ( налази се у шампонима, лосионима, регенераторима за косу, дезодорансима.)
- неки лекови и антибиотици  (нпр. цитостатици, лекови који садрже живу, имуносупресиви) [3]

- органски растварачи  [2]

## Начини на који хемијски мутагени агенси делују на молекул ДНК
Хемијски мутагени делују на молекул ДНК на различите начине. Могу да промене хемијску природу азотних база у ДНК па да у току репликације долази до погрешног спаривања база. Тако нпр. гуанин може бити промењен услед чега се не спарује са цитозином већ са тимином.
У следећој репликацији претходни ГЦ пар биће замењен АТ паром база. Хемијски мутагени могу да доведу и до појаве дупликација и делеција чиме се мења оквир читања генетичког кода за одређени протеин.
Хемијски мутагени делују на три начина:
1. реагују са ДНК и трансформишу базе
2. делују само при репликацији нпр. аналози база као што је  5-(бром-урацил), који се укључује у молекул ДНК уместо уобичајених база
3. трећи тип хемијских мутагена су  акридинске боје. Могу да се уметну у молекул ДНК и да изазову инсерцију или делецију.[1]

## Антимутагени
Насупрот хемијским мутагенима постоје антимутагени. То су хемијске супстанце које могу да умање штетно дејство мутагена. Пурински нуклеозиди (аденозин, гуанозин, инозин) користе се као антимутагени. Они могу да се уграде на местима у молекулу ДНК која су оштећена дејством хемијских мутагена и да на тај начин успоставе приближно нормалну грађу и функцију молекула ДНК.

## Најчешћи хемијски мутагени агенси
У генетичким истраживањима најчешће се као хемијски мутагени користе аналози пуринских  и пиримидинских база, азотаста киселина, хидроксиламин (NH2ОH), алкилирајући агенси и акридини. Од хемијских мутагена значајна је азотаста киселина (NHО2), која је врло снажан мутаген јер  делује директно на ДНК, односно трансформише базе из амино-форме у кето-облик.

### Аналози пуринских и пиримидинских база
Аналози пуринских и пиримидинских база могу да замене нормалне базе у току репликације ДНК и на тај начин да делују као мутагени. Најчешће се користе 5-бромоурацил (5-BU или BU) као аналог тимина (метилна група тимина на месту 5 замењена је атомом брома) и 2-аминопурин (2-АР) као аналог аденина (NH2 група аденина са места 6 одлази на место 2). Тимидинов аналог 5- бромодеоксиуридин (5-BUdR) јачи је мутаген од 5-бромоурацила јер за његово деловање није потребно инхибиторно деловање фолне киселине.
Базни аналози могу да доведу до таутомерних промена у молекулу ДНК, при чему  пиримидини прелазе из кето-облика у енолни облик, а пурин из амино-облика у имини-облик. Те промене у грађи ДНК припадају типу транзиција, код којих један пурин прелази у други пурин, а пиримидин у други пиримидин.

### Једињења азота

#### Азотаста киселина
Азотаста киселина (HNО2) способна је да обави дезаминацију (издвајање амино-групе) пуринских и пиримидинских база у молекулу ДНК. Аденин дезаминацијом прелази у хипоксантин, цитозин у урацил, а гуанин се претвара у ксантин. Хипоксантин се спарује са цитозином (а не са тимином), урацил се спарује с аденином (а не са гуанином), а ксантин се спарује са цитозином.
Азотаста киселина може да се добије у воденом раствору нитрата (NаNО2 или КNО2) при ниској pH вредности. Пошто нитрати у киселим земљиштима делом прелазе у азотасту киселину, може се очекивати њихово мутагено деловање на биљке.

#### Нитрати
Велике количине нитрата (соли азотне киселине) уносе се у земљиште при ђубрењу биљака. Пошто радом денитрификационих бактерија нитрати могу прећи у нитрите, јасно је да ђубрење нитратима може довести до загађења земљишта и воде.

#### Хидроксиламин
Хидроксиламин (NH2ОH) реагује на специфичан начин са неким пиримидинима у молекулу ДНК, а нарочито са цитозином  и урацилом . Преко низа прелазних нестабилних једињења пар база ГЦ прелази у АТ (транзиција), што у ствари представља генску мутацију. Хидроксиламин је јак мутаген. Користи се у фармацији и у синтези најлона.

### Алкилирајући агенси
Алкилирајући агенси су супстанце с једном или више реактивних алкилних група (метил, етил, пропил итд.), које могу да се пренесу на биолошки значајне макромолекуле. На тај начин ови агенси могу да индукују генске и хромозомске мутације.
Алкилирајући агенси реагују са молекулом ДНК и при том алкилирају његове фосфатне групе, као и пуринске и пиримидинске базе. Најчешће се обавља алкилирање (метилација) гуанина, а затим аденина. Алкилирани пурин (гуанин или аденин) из ДНК се помоћу хидролизе лако ослобађа везе између пурина и шећера дезоксирибозе. Услед тога може да дође до губитка или замене једног или више парова база и до различитих типова мутација: транзиције, трансверзије, ванфазне мутације и хромозомске мутације.
Најважнији алкилирајући агенси који служе као познати мутагени јесу: сумпорни иперит (бихлор-етилсулфид), азотни иперит (бихлор-етиламин), етилен-оксид, етиленимин, етил- метансулфонат, метил-метансулфонат, диметилсулфат, диетилсулфат итд. Неки алкилирајући агенси са више  реактивних група делотворни су као карциностатици, па се користе ради лечења канцера.

### Акридини
Акридини (профлавин, акридин оранж, етилпиронин и 5-аминоакридин) јесу полициклична бојена једињења. Они могу да се, у присуству светлости (енергије), уграде између две суседне пуринске базе у један од ланаца молекула ДНК. Ови умеци могу да изазову додатак (инсерцију) или губитак (делецију) више азотних база односно нуклеотида у молекулу ДНК при чему долази до промене читавог генетичког кода. Промене у броју азотних база односно нуклеотида у молекулима  ДНК које нису дељиве са три изазивају такозване ванфазне мутације (енг. frameshift mutations) које могу бити смртоносне.

### Пестициди
Пестициди су хемијске супстанце које се користе ради сузбијања проузроковача гљивичних болести (фунгициди нпр. каптан), бактерија (бактерициди), штетних инсеката (инсектициди нпр. ДДТ инсектицид, линдан и севин), глодара (роденциди) и корова (бербициди). Многи пестициди су штетни и за човечји организам. 

### Додаци храни
Додаци храни као што су кофеин, цикламат, натријум-нитрит и натријум-бисулфит јесу мутагени. Сматра се да кофеин и сродни пурини (на пример теобромин) делују мутагено на тај начин да спречавају рад ензима ДНК- полимераза, који омогућавају  обнову (сједињавање) прекинутих хромозома. Кофеин се добија из семена кафе, коле, какаоа, паулиније и лишћа чаја. 

### Лекови и антибиотици
Многи лекови могу да садрже токсичне, мутагене, карциногене и тератогене супстанце. Сулфаниламиди, производи тиазина, нитрофурани, средства за умирење (либријум, мепробамат) и дроге (марихуана, ЛСД) делују мутагено. Антибиотици хлорамфеникол и циклохексамид спречавају синтезу беланчевина и изазивају хромозомске мутације. Антибиотик стрептомицин је мутаген, а патулин канцероген.

### Индустријски мутагени
Споредни производи индустрије могу да буду значајни мутагени. Познати су под називом ипдустријски мутагени. То су једињења различитог хемијског састава, као што су алкилирајући агенси, формалдехид, ацеталдехид, тепа, акролеин, хидроксиламин, хидразин, уретан и многи други. Међу њима алкилирајући агенси представљају најопасније мутагене. Аутомобили, камиони и друга саобраћајна средства испуштају издувне гасове у којима се налазе оксиди угљеника, оксиди азота, угљоводоници и олово. То су највећи загађивачи средине у градовима и састојци са токсичним и мутагеним дејством. Неорганске супстанце као сто су жива, олово, кадмијум, арсен и манган могу да се поншају као мутагени, канцерогени или тератогени. Они представљају  индустријске отпатке који преко ваздуха, воде и хране улазе у екосредину и организам човека. 